# Liste der Bodendenkmäler in Daiting
Auf dieser Seite sind die Bodendenkmäler in der schwäbischen Gemeinde Daiting zusammengestellt. Diese Tabelle ist eine Teilliste der Liste der Bodendenkmäler in Bayern. Grundlage ist die Bayerische Denkmalliste, die auf Basis des Bayerischen Denkmalschutzgesetzes vom 1. Oktober 1973 erstmals erstellt wurde und seither durch das Bayerische Landesamt für Denkmalpflege geführt wird. Die folgenden Angaben ersetzen nicht die rechtsverbindliche Auskunft der Denkmalschutzbehörde.

## Bodendenkmäler in Daiting
| Lage                             | Objekt | Akten-Nr.     | Bild           |
| -------------------------------- | --- | ------------- | -------------- |
| (Standort)                       | Grabhügel vorgeschichtlicher Zeitstellung.                                                                                    | D-7-7131-0040 |                |
| (Standort)                       | Grabhügel vorgeschichtlicher Zeitstellung.                                                                                    | D-7-7131-0041 |                |
| (Standort)                       | Grabhügel der Bronzezeit. | D-7-7131-0042 |                |
| (Standort)                       | Grabhügel vorgeschichtlicher Zeitstellung.                                                                                    | D-7-7131-0045 |                |
| (Standort)                       | Mittelalterliche und frühneuzeitliche Befunde im Bereich der katholischen Filialkirche St. Johannes der Täufer in Natterholz. | D-7-7131-0054 |                |
| (Standort)                       | Grabhügel vorgeschichtlicher Zeitstellung.                                                                                    | D-7-7131-0061 |                |
| (Standort)                       | Grabhügel vorgeschichtlicher Zeitstellung.                                                                                    | D-7-7231-0008 |                |
| (Standort)                       | Burgstall des Mittelalters.                                                                                                   | D-7-7231-0009 |                |
| (Standort)                       | Siedlung vor- und frühgeschichtlicher Zeitstellung.                                                                           | D-7-7231-0010 |                |
| (Standort)                       | Grabhügel vorgeschichtlicher Zeitstellung.                                                                                    | D-7-7231-0012 |                |
| (Standort)                       | Grabhügel vorgeschichtlicher Zeitstellung.                                                                                    | D-7-7231-0013 |                |
| (Standort)                       | Straße der römischen Kaiserzeit.                                                                                              | D-7-7231-0015 |                |
| (Standort)                       | Villa rustica der römischen Kaiserzeit.                                                                                       | D-7-7231-0050 |                |
| (Standort)                       | Grabhügel vorgeschichtlicher Zeitstellung.                                                                                    | D-7-7231-0108 |                |
| Sankt-Martin-Straße 8 (Standort) | Mittelalterliche und frühneuzeitliche Befunde im Bereich der katholischen Pfarrkirche St. Martin in Daiting.                  | D-7-7231-0173 | weitere Bilder |
| (Standort)                       | Erdwerk vor- und frühgeschichtlicher Zeitstellung.                                                                            | D-7-7231-0174 |                |